# Jan Pieter Schotte
Jan Pieter Schotte, C.I.C.M. (1928–2005) là một Hồng y người Bỉ của Giáo hội Công giáo Rôma. Ông từng đảm nhận vai trò Hồng y Đẳng Phó tế Nhà thờ S. Giuliano dei Fiamminghi, Chủ tịch Văn phòng Lao động Tòa Thánh trong suốt 16 năm, từ năm 1989 đến năm 2005.
Vốn là một giáo sĩ xuất thân trong Giáo triều Rôma, ông từng đảm trách nhiều vai trò khác nhau trước khi tiến đến trở thành Chủ tịch Văn phòng Lao động Tòa Thánh, như: Tổng Thư ký Uỷ ban Giáo hoàng về Công lý và Hòa bình (1980–1983), Phó Chủ tịch Uỷ ban Giáo hoàng về Công lý và Hòa bình (1983–1985). Song song với chức Chủ tịch Văn phòng Lao động, ông còn là Tổng Thư ký Thượng Hội đồng Giám mục, từ năm 1985 đến năm 2004. Ông được vinh thăng Hồng y ngày 26 tháng 11 năm 1994, bởi Giáo hoàng Gioan Phaolô II.

## Tiểu sử
Hồng y Jan Pieter Schotte sinh ngày 29 tháng 4 năm 1928 tại Beveren-Leie, Bỉ. Sau quá trình tu học dài hạn tại các cơ sở chủng viện theo quy định của Giáo luật, ngày 3 tháng 8 năm 1952, Phó tế Schotte, 24 tuổi, tiến đến việc được truyền chức linh mục. Tân linh mục là thành viên linh mục đoàn Dòng Trái Tim Vô Nhiễm Mẹ Maria, có ký hiệu viêt tắt là C.I.C.M..
Từ ngày 27 tháng 6 năm 1980, linh mục Schotte được bổ nhiệm đảng đương vai trò Tổng Thư ký Uỷ ban Giáo hoàng về Công lý và Hòa bình.
Sau 31 năm thi hành các công việc mục vụ với thẩm quyền và cương vị của một linh mục, ngày 20 tháng 12 năm 1983, Tòa Thánh loan tin Giáo hoàng đã quyết định tuyển chọn linh mục Jan Pieter Schotte, 55 tuổi, gia nhập Giám mục đoàn Công giáo Hoàn vũ, với vị trí được bổ nhiệm là giám mục hiệu tòa Silli, chức vụ Phó Chủ tịch Uỷ ban Giáo hoàng về Công lý và Hòa bình. Lễ tấn phong cho vị giám mục tân cử được tổ chức sau đó vào ngày 6 tháng 1 năm 1984, với phần nghi thức chính yếu được cử hành cách trọng thể bởi 3 giáo sĩ cấp cao, gồm chủ phong là đương kim giáo hoàng, Giáo hoàng Gioan Phaolô II; hai vị giáo sĩ còn lại, với vai trò phụ phong, gồm có Tổng giám mục Eduardo Martínez Somalo, Thành viên Văn phòng Phủ Quốc vụ khanh Tòa Thánh và Tổng giám mục Duraisamy Simon Lourdusamy, Tổng Thư kí Thánh bộ Rao giảng Phúc Âm cho các Dân tộc, còn gọi là Thánh bộ Truyền giáo. Tân giám mục chọn cho mình khẩu hiệu: PARARE VIAM DOMINO PACIS.
Chỉ sau khoảng thời gian 2 năm được chọn làm giám mục, Giám mục Schotte được Tòa Thánh thăng Tổng giám mục, qua việc bổ nhiệm giám mục này làm Tổng giám mục đô thành Tổng Thư ký Thượng Hội đồng Giám mục và Tổng giám mục Hiệu tòa Silli. Thông báo về việc bổ nhiệm này được công bố cách rộng rãi vào ngày 24 tháng 4 năm 1985. Từ ngày 14 tháng 4 năm 1989, ông kiêm nhiệm thêm vai trò Chủ tịch Văn phòng Lao động Tòa Thánh.
Bằng việc tổ chức công nghị Hồng y năm 1994 được cử hành chính thức vào ngày 26 tháng 11, Giáo hoàng Gioan Phaolô II đưa ra quyết định vinh thăng Tổng giám mục Jan Pieter Schotte tước vị danh dự của Giáo hội Công giáo, Hồng y. Tân Hồng y thuộc Đẳng Hồng y Phó tế và Nhà thờ Hiệu tòa được chỉ định là Nhà thờ S. Giuliano dei Fiamminghi.
Ngày 11 tháng 2 năm 2004, Tòa Thánh chấp thuận đơn từ nhiệm của ông khỏi vị trí Tổng Thư ký Thượng Hội đồng Giám mục.
Ông qua đời ngày 10 tháng 1 năm 2005, thọ 77 tuổi.